# Karen Morley
Pour les articles homonymes, voir Morley.
Karen Morley est une actrice américaine, de son vrai nom Mildred Linton, née à Ottumwa (Iowa, États-Unis) le 12 décembre 1909, morte à Los Angeles, Woodland Hills, Californie, (États-Unis) le 8 mars 2003 d'une pneumonie.

## Biographie
Au cinéma, Karen Morley tourne son premier film en 1929. Victime du maccarthysme en 1947 et mise sur « liste noire », sa carrière prend fin avec un dernier film en 1953 son avant-dernier, M, en 1951 est réalisé par Joseph Losey, listé comme elle. Ultérieurement, elle fera de brèves apparitions à la télévision en 1973 et 1975, dans trois séries.
Au théâtre, elle joue dans trois pièces à Broadway (New York), en 1941 et 1942.
Karen Morley s'est mariée successivement avec le réalisateur Charles Vidor puis, après leur divorce, avec l'acteur Lloyd Gough, à qui elle survit à la suite du décès de celui-ci en 1984, victime lui aussi du maccarthisme.

## Filmographie

### Années 1930
- 1931 : L'Inspiratrice (Inspiration) de Clarence Brown : Liane Latour
- 1931 : Élection orageuse (Politics) de Charles Reisner : Myrtle Burns
- 1931 : La Faute de Madelon Claudet (The Sin of Madelon Claudet) d'Edgar Selwyn : Alice Claudet
- 1931 : High Stakes, de Lowell Sherman : Anne Cornwall
- 1931 : Mata Hari de George Fitzmaurice : Carlotta
- 1931 : Daybreak (en) de Jacques Feyder : Emily Kessner
- 1931 : Never the Twain Shall Meet de W. S. Van Dyke : Maisie
- 1931 : La Pécheresse (Laughing Sinners) : Estelle
- 1931 : Rumba chanson des îles (The Cuban Love Song) de W. S. Van Dyke : Crystal
- 1932 : Une femme survint (Flesh) de John Ford : Laura
- 1932 : Le Masque d'or (The Mask of Fu Manchu) de Charles Brabin : Sheila
- 1932 : Le Fantôme de Crestwood (The Phantom of Crestwood) de J. Walter Ruben : Jenny Wren
- 1932 : Ici New York (Are You Listening?) de Harry Beaumont : Alice Grimes
- 1932 : Scarface de Howard Hawks : Poppy
- 1932 : Downstairs de Monta Bell
- 1932 : Arsène Lupin de Jack Conway : Sonia
- 1932 : The Washington Masquerade de Charles Brabin : Consuela Fairbanks
- 1932 : Man About Town de John Francis Dillon : Helena
- 1933 : Les Invités de huit heures (Dinner at Eight) de George Cukor : Lucy Talbot
- 1933 : Gabriel au-dessus de la Maison-Blanche (Gabriel over the White House) de Gregory La Cava : Pendola Molloy
- 1934 : Notre pain quotidien (Our Daily Bread) de King Vidor : Mary Sims
- 1934 : The Crime Doctor de John S. Robertson : Andra
- 1934 : Straight Is the Way de Paul Sloane : Bertha
- 1934 : Wednesday's Child (en) de John S. Robertson : Kathryn Phillips
- 1935 : $10 Raise de George Marshall : Emily Converse
- 1935 : L'Amour est maître (The Healer) de Reginald Barker : Evelyn Allen
- 1935 : Furie noire (Black Fury) de Michael Curtiz : Anna Novak
- 1935 : Thunder in the Night de George Archainbaud : Madalaine
- 1935 : La Fille du rebelle (The Littlest Rebel) de David Butler : Mme Cary
- 1936 : Devil's Squadron d'Erle C. Kenton : Martha Dawson
- 1936 : L'Ennemie bien-aimée (Beloved Enemy) de Henry C. Potter : Cathleen O'Brien
- 1937 : Outcast de Robert Florey : Margaret Stevens
- 1937 : The Girl from Scotland Yard de Robert G. Vignola : Linda Beech
- 1937 : Le Dernier Train de Madrid (The Last Train from Madrid) de James Patrick Hogan : Baronne Helene Rafitte
- 1937 : On Such a Night d'Ewald André Dupont : Gail Stanley
- 1938 : Kentucky de David Butler : Mme Goodwin 1861

### Années 1940
- 1940 : Orgueil et préjugés (Pride and Prejudice) de Robert Z. Leonard : Mme Collins
- 1945 : Jealousy de Gustav Machatý : Dr. Monica Anderson
- 1946 : The Unknown de Henry Levin : Rachel Martin Arnold
- 1947 : The Thirteenth Hour de William Clemens : Eileen Blair
- 1947 : Traquée (Framed) de Richard Wallace : Beth
- 1949 : Samson et Dalila (Samson and Delilah) de Cecil B. DeMille

### Années 1950
- 1951 : M de Joseph Losey : Mme Coster
- 1953 : Born to the Saddle de William Beaudine : Kate Daggett

### Télévision
- 1973 : Kung Fu (Série) : Mme Roper
- 1973 : Kojak (Série TV) : Mme Webber
- 1975 : Sergent Anderson (Police Woman) (Série) : la propriétaire

## Théâtre

### Pièces jouées à Broadway
- 1941 : The Walrus and the Carpenter de A.N. Langley
- 1942 : Hedda Gabler d'Henrik Ibsen, adaptée par Ethel Borden et Mary Cass Canfield, avec Henry Daniell, Ralph Forbes, Katína Paxinoú
- 1942 : Little Darling d'Eric Hatch (en), avec Leon Ames, Barbara Bel Geddes